# 曲洛
曲洛是德国梅克伦堡-前波美拉尼亚州的一个市镇。总面积7.13平方公里，总人口136人，其中男性60人，女性76人（2011年12月31日），人口密度19人/平方公里。